# Lazzaretto di Cagliari
Il Lazzaretto di Cagliari o di Sant'Elia è un edificio storico di Cagliari, sede dell'omonimo centro culturale. Si trova nel quartiere Borgo Sant'Elia.

## Storia
Documenti custoditi nell'archivio di stato di Cagliari permettono di datare il primo impianto del lazzaretto al XVII secolo, epoca confermata anche dallo stemma marmoreo della città, che appare sopra l'ingresso, in cui sono presenti i pali d'Aragona. Nel 1720, per volere di re Vittorio Amedeo II di Savoia, l'antico lazzaretto venne ampliato e trasformato in un vero ospedale per malattie contagiose, con tanto di regolamento per la preservazione della salute pubblica. Ulteriori ampliamenti vennero operati nel 1835. Nel 1837, Giovanni Spano, di ritorno da Napoli (città colpita da un'epidemia di colera), venne internato nel lazzaretto di Sant'Elia. Poté così farsi testimone del degrado e delle carenze igienico - sanitarie della struttura. Il sotterraneo deve lo rinchiusero, venne da lui stesso definito "botte di Diogene".
Verso la fine dell'XIX secolo, l'edificio perse la sua funzione, in seguito all'acquisizione di nuove conoscenze mediche e al disuso della pratica della quarantena. Nel secondo dopoguerra, i locali del lazzaretto ospitarono un gruppo di sfollati, primo nucleo di abitanti del quartiere Sant'Elia.
Dopo un lungo periodo di abbandono e degrado, l'edificio, restaurato dall'architetto veneziano Andrea de Eccher, venne riaperto in occasione della manifestazione Monumenti Aperti, nel 2000, e destinato ad ospitare varie manifestazioni culturali.

## Museo delle torri e dei castelli di Sardegna
Il museo, inaugurato nel 2002 e originariamente ospitato nel centro comunale del Ghetto degli Ebrei, è costituito dall'esposizione permanente della collezione "Monagheddu - Cannas", costituita da 19 modelli in scala di altrettanti edifici storici della Sardegna, particolarmente castelli e fortificazioni, ricostruiti con i materiali realmente utilizzati nella costruzione degli originali e come si presentavano all'apice della funzionalità (molti di questi edifici attualmente sono allo stato di rudere o poco più).
Alcuni tra i modelli rappresentano: la “Grotta della vipera” a Cagliari, antico mausoleo romano; la ricostruzione di una reggia nuragica; il castello medioevale di Sanluri; diverse torri costiere, edificate da spagnoli e piemontesi.